# Qaderabad
Qāderābād (farsi قادرآباد) è il capoluogo della circoscrizione di Mashad Marghab, shahrestān di Khorrambid, nella provincia di Fars. Aveva, nel 2006, una popolazione di 14.095 abitanti. 